# Mallada signatus
Mallada signatus is een insect uit de familie van de gaasvliegen (Chrysopidae), die tot de orde netvleugeligen (Neuroptera) behoort. 
Mallada signatus is voor het eerst wetenschappelijk beschreven door Schneider in 1851.